# Vytautas Mačernis
 (décembre 2023).
La mise en forme du texte ne suit pas les recommandations de Wikipédia : il faut le « wikifier ».
Les points d'amélioration suivants sont les cas les plus fréquents :
- Les titres sont pré-formatés par le logiciel. Ils ne sont ni en capitales, ni en gras.
- Le texte ne doit pas être écrit en capitales (les noms de famille non plus), ni en gras, ni en italique, ni en « petit »…
- Le gras n'est utilisé que pour surligner le titre de l'article dans l'introduction, une seule fois.
- L'italique est rarement utilisé : mots en langue étrangère, titres d'œuvres, noms de bateaux, etc.
- Les citations ne sont pas en italique mais en corps de texte normal. Elles sont entourées par des guillemets français : « et ».
- Les listes à puces sont à éviter, des paragraphes rédigés étant largement préférés. Les tableaux sont à réserver à la présentation de données structurées (résultats, etc.).
- Les appels de note de bas de page (petits chiffres en exposant, introduits par l'outil «  Source ») sont à placer entre la fin de phrase et le point final[comme ça].
- Les liens internes (vers d'autres articles de Wikipédia) sont à choisir avec parcimonie. Créez des liens vers des articles approfondissant le sujet. Les termes génériques sans rapport avec le sujet sont à éviter, ainsi que les répétitions de liens vers un même terme.
- Les liens externes sont à placer uniquement dans une section « Liens externes », à la fin de l'article. Ces liens sont à choisir avec parcimonie suivant les règles définies. Si un lien sert de source à l'article, son insertion dans le texte est à faire par les notes de bas de page.
- La présentation des références doit suivre les conventions bibliographiques. Il est recommandé d'utiliser les modèles {{Ouvrage}}, {{Chapitre}}, {{Article}}, {{Lien web}} et/ou {{Bibliographie}}. Le mode d'édition visuel peut mettre en forme automatiquement les références.
- Insérer une infobox (cadre d'informations à droite) n'est pas obligatoire pour parachever la mise en page.

Pour une aide détaillée, merci de consulter Aide:Wikification.
Si vous pensez que ces points ont été résolus, vous pouvez retirer ce bandeau et améliorer la mise en forme d'un autre article.
 (février 2024).
Vytautas Mačernis est un poète lituanien né à Šarnelė le 5 juin 1921.

## Biographie
Ses parents possédaient une ferme dans le village et avaient des vaches et des moutons. Son père était un chasseur qui est mort prématurément tué par un taureau quand le jeune Vytautas avait seulement 17 ans. Il est le deuxième enfant d'une fratrie de 13 enfants (dont 6 sont décédés en bas âge). Selon lui, il fut élevé principalement par sa grand-mère car sa mère fut désintéressée de lui, car elle espérait une fille après son premier fils. Ainsi , il fut très proche de sa grand-mère qui a eu une grande influence sur lui. Elle décèdera en 1934.
En 1939, il étudie la langue et la littérature anglaises à la Faculté de théologie et de philosophie de l'Université Vytautas le Grand. En 1940, il est transféré à la Faculté des sciences humaines de l'Université de Vilnius pour étudier la littérature et la langue anglaises. En 1943, l'université sera fermée par les autorités d'occupation allemandes, à la suite de quoi il rentrera en Samogitie. Il fut tué à Žemaičių Kalvarija le 7 octobre 1943 par un éclat d'obus.

## Œuvres
Il publia ses premiers poèmes en 1936 dans la revue "Ateities Spinduliai" (Rayons d'avenir). Vytautas Mačernis est le plus jeune poète lituanien. Son œuvre se caractérise par la mondanité de l'existentialisme, selon laquelle le monde qui entoure l'homme est hostile, gris et l'individu est condamné à la lutte, à la souffrance et à la mort.
Sa poésie circulait en Lituanie sous forme de manuscrits et de transcriptions avant même sa mort et a influencé d'autres poètes. Jusqu'en 1970, la publication de la poésie de V. Mačernis était interdite en Lituanie.
Le seul recueil de poèmes qu'il a terminé est "„Vizijos“ (Vision) composé de 1939 à 1942. Toutes ses autres œuvres furent publiées après sa mort 